# Scotland Island
Scotland Island é uma ilha do norte de Sydney, no estado da Nova Gales do Sul, na Austrália, situada a 32 quilômetros ao norte do distrito empresarial central de Sydney, na área do governo local do Conselho de Northern Beaches. Scotland Island integra a região Northern Beaches. Em 2011, sua população era de 715 habitantes, composta por 372 homens e 343 mulheres.

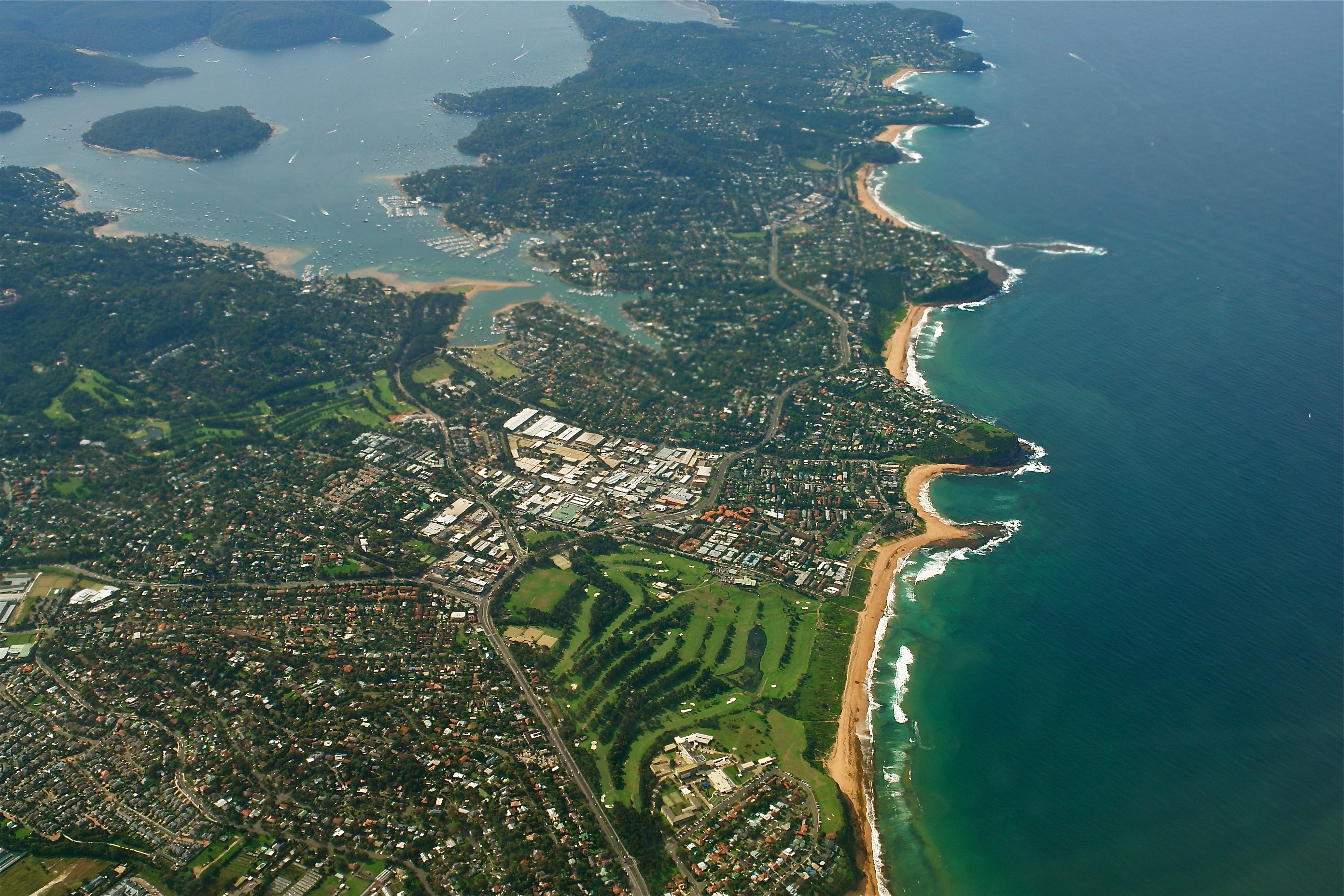
Vista aérea de uma parte das Praias do Norte de Sydney, com Pittwater e Scotland Island à esquerda.